# FC Stumbras
Football Club Stumbras war ein litauischer Fußballverein aus Kaunas.

## Geschichte
Der FC Stumbras wurde 2013 gegründet. Im ersten Jahr seines Bestehens erreichte der Klub in der drittklassigen Antra lyga den zweiten Platz und stieg in die 1 Lyga auf. Mit einigen Verstärkungen gelangen dem Team am Saisonbeginn 2014 sieben Siege in Folge, am Ende der Saison konnte der Verein den Meistertitel sowie den Aufstieg in die erstklassige A Lyga feiern.
Am 28. Februar 2015 startete der FC Stumbras mit einem 3:1-Sieg gegen FK Šiauliai in seine erste Saison in der höchsten Spielklasse. Der Verein beendete die Saison auf dem siebten Platz.
2017 erreichte der FC Stumbras das Finale des litauischen Fußballpokals und gewann das Endspiel mit 1:0 gegen den FK Žalgiris Vilnius. Ein Jahr später kam es im Pokalfinale erneut zum Duell zwischen Stumbras und Žalgiris, diesmal musste sich Stumbras jedoch mit 0:3 geschlagen geben und verpasste somit die Titelverteidigung.
Im Sommer 2019 hörte der Verein auf zu existieren. Am 17. Juni 2019 erlosch die UEFA-Lizenz des Klubs, und am 28. Juni wurde der Verein vom Spielbetrieb der A Lyga abgemeldet.

## Stadion
Der Verein trug seine Heimspiele im S.Dariaus-und-S.Girėno-Stadion aus. Es bietet 9.180 Sitzplätze.

## Erfolge
- 1 Lyga (zweite Liga)

Meister (1×): 2014
- Litauischer Pokal

Pokalsieger (1×): 2017
Finalist (1×): 2018
- Litauischer Superpokal

Finalist (1×): 2018

## Saisons (2013–2019)
| Saisons | Div. | Līga                | Platz | web    |
| ------- | ---- | ------------------- | ----- | ------ |
| 2013    | 3.   | Antra lyga (Pietūs) | 2.    | [ 6 ]  |
| 2014    | 2.   | Pirma lyga          | 1.    | [ 7 ]  |
| 2015    | 1.   | A lyga              | 7.    | [ 8 ]  |
| 2016    | 1.   | A lyga              | 5.    | [ 9 ]  |
| 2017    | 1.   | A lyga              | 7.    | [ 10 ] |
| 2018    | 1.   | A lyga              | 4.    | [ 11 ] |
| 2019    | 1.   | A lyga              | 8.    | [ 12 ] |

## Die zweite Mannschaft
Die zweite Mannschaft war „Stumbras B“. Das Team spielte zeitweise in der 1 Lyga, der zweithöchsten Spielklasse im litauischen Fußball.